# Nederlandse kampioenschappen mountainbike 2024
De Nederlandse kampioenschappen mountainbike 2024 zijn een serie wedstrijden van de Koninklijke Nederlandsche Wielren Unie, om te bepalen wie Nederlands kampioen wordt in de verschillende onderdelen van het mountainbiken.

## Agenda
| Datum           | Plaats                  | Kampioenschap                       | Bron        |
| --------------- | ----------------------- | ----------------------------------- | ----------- |
| 4 februari      | Renesse                 | Strandrace                          | [ 1 ]       |
| 28-29 september | Het Hulsbeek, Oldenzaal | Cross-country                       | [ 2 ]       |
| 13 oktober      | Eijsden-Margraten       | Marathon (Bart Brentjens Challenge) | [ 3 ] [ 4 ] |

## Erelijst
| Discipline    | Goud                      | Zilver          | Brons               |
| ------------- | ------------------------- | --------------- | ------------------- |
| Mannen        |                           |                 |                     |
| Cross-country | Morris Gruiters           | Chris van Dijk  | Jelte Jochems       |
| Marathon      | Tim Smeenge               | Hans Becking    | Pascal Eenkhoorn    |
| Strandrace    | Daan van Sintmaartensdijk | Jasper Ockeloen | Thijs Zonneveld     |
| Vrouwen       |                           |                 |                     |
| Cross-country | Julia van der Meulen      | Romana Carfora  | Lotte Koopmans      |
| Marathon      | Rosa van Doorn            | Lola Bakker     | Romana Carfora      |
| Strandrace    | Nina Kessler              | Tessa Neefjes   | Mariëlle Trouwborst |